# Trachelophora curvicollis
Trachelophora curvicollis là một loài bọ cánh cứng trong họ Cerambycidae.